# Phtisica marina
Phtisica marina är en kräftdjursart som beskrevs av Martinus Slabber 1769. Phtisica marina ingår i släktet Phtisica och familjen Phtisicidae. Arten är reproducerande i Sverige. Inga underarter finns listade i Catalogue of Life.

## Bildgalleri

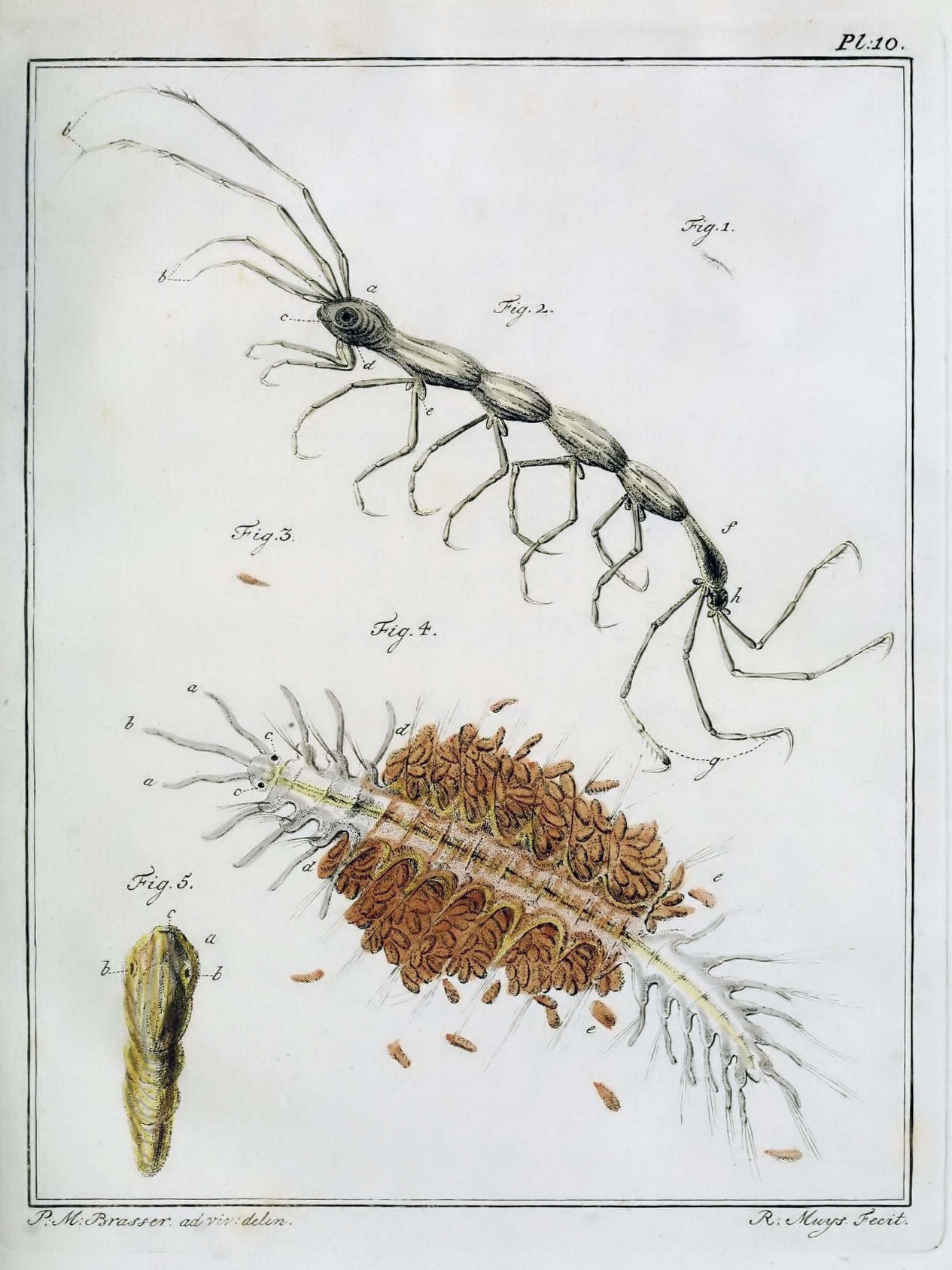